# Libelloides coccajus
Libelloides coccajus (Denis  & Schiffermüller, 1775) è una specie di neurotteri della famiglia Ascalaphidae. 

## Descrizione

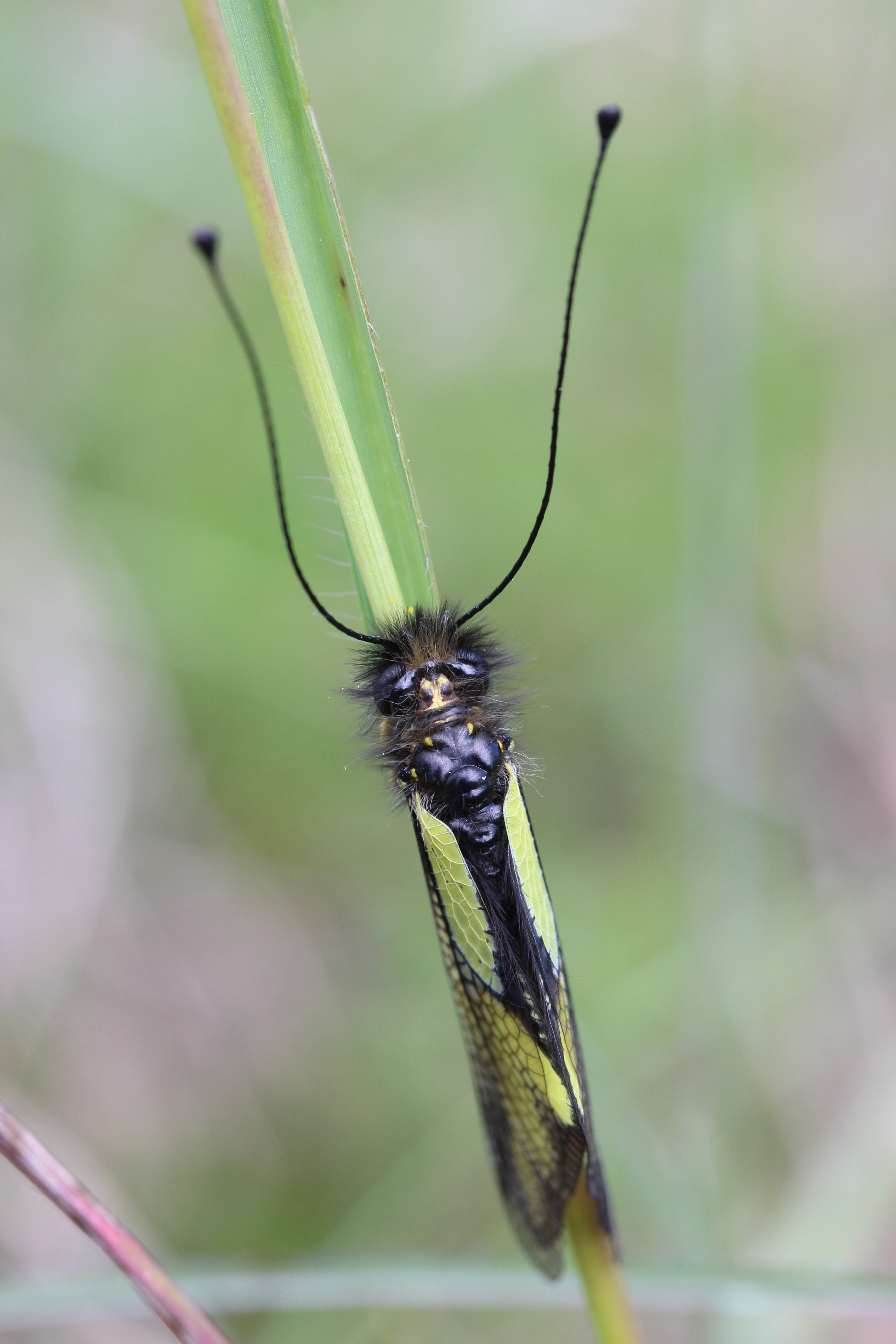
Adulto in posizione di riposo (Ginevra, Svizzera)

L'insetto adulto è lungo circa 25 mm, con il corpo peloso e sostenuto da zampe dotate di robuste unghie. L'epertura alare è compresa di solito tra i 45 e i 55 mm e le ali sono caratterizzate da nervature nere e dall'assenza di squame; presentano aree parzialmente trasparenti con disegni di colore nero e giallo-biancastro. Si distingue da altre specie di Libelloides perché la parte interna delle ali posteriori presenta una zona nerastra che arriva fino alla zona anale. Il maschio è dotato di due appendici addominali. Sul capo si trova un robusto apparato masticatore, ampi occhi e lunghe antenne clavate.  Anche le larve, attere, sono dotate di robuste mandibole.

## Biologia

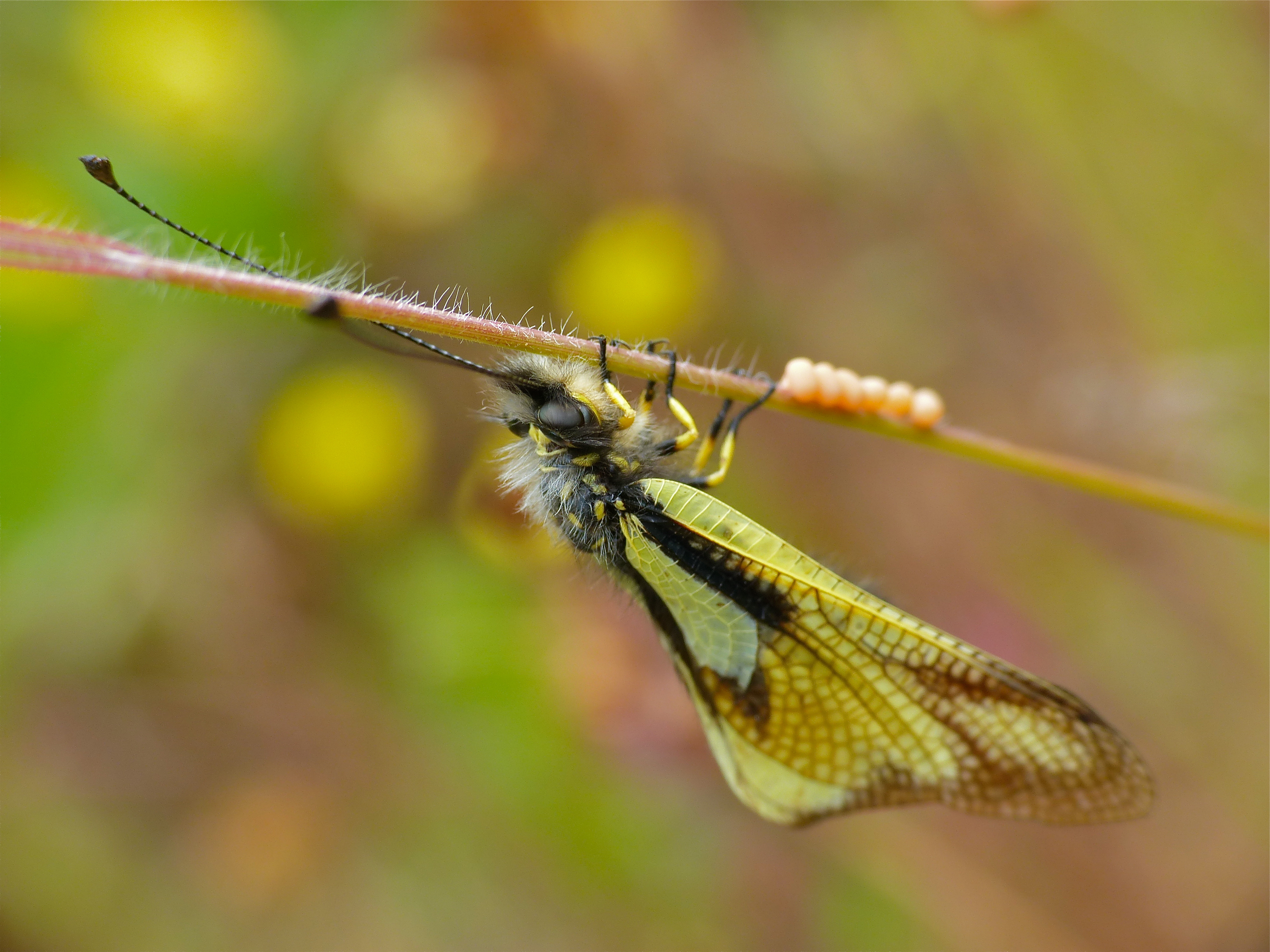
Femmina con le uova (Cabezón de Liébana, Spagna)

Le uova vengono deposte sullo stelo delle piante erbacee. Dopo la schiusa le larve cacciano sulla superficie del terreno. Lo sfarfallamento e la comparsa degli adulti avvengono in genere tra fine primavera e inizio estate.

## Habitat e distribuzione

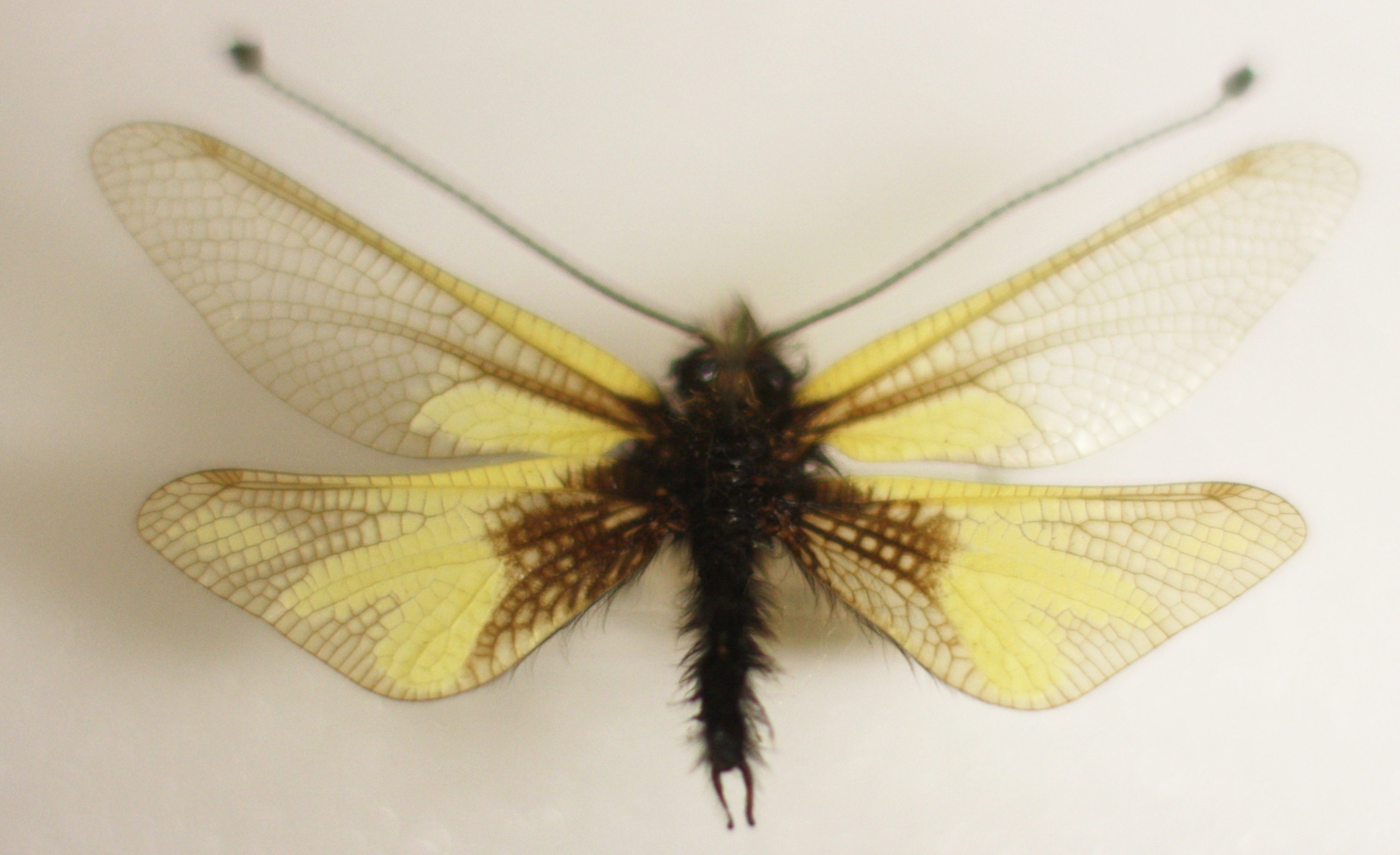
Esemplare conservato in un museo (Brema, Germania)

La specie vive di preferenza in zone collinari e montane, con clima relativamente arido e assolato. Predilige i prati e i pascoli poco sfruttati. Si trova fino a circa 1500 metri di quota.
Libelloides coccajus è diffuso principalmente in Europa centro-meridionale, con qualche segnalazione anche nella Penisola balcanica e sulle coste meridionali del Mar Baltico.